# Liste der Bodendenkmäler in Hirschbach (Oberpfalz)
Auf dieser Seite sind die Bodendenkmäler in der Oberpfälzer Gemeinde Hirschbach zusammengestellt. Diese Tabelle ist eine Teilliste der Liste der Bodendenkmäler in Bayern. Grundlage ist die Bayerische Denkmalliste, die auf Basis des Bayerischen Denkmalschutzgesetzes vom 1. Oktober 1973 erstmals erstellt wurde und seither durch das Bayerische Landesamt für Denkmalpflege geführt wird. Die folgenden Angaben ersetzen nicht die rechtsverbindliche Auskunft der Denkmalschutzbehörde.

## Bodendenkmäler in Hirschbach
| Lage                                         | Objekt | Akten-Nr.     | Bild            |
| -------------------------------------------- | --- | ------------- | --------------- |
| Hirschbach (Oberpfalz) (Standort)            | Höhle Steinbergschacht (A 25a) mit frühlatènezeitlichen Funden sowie menschlichen Skelettresten.                                                                                             | D-3-6335-0053 |                 |
| Hirschbach (Oberpfalz) (Standort)            | Mittelalterlicher Burgstall Altes Haus. | D-3-6435-0001 |                 |
| Hirschbach (Oberpfalz) (Standort)            | Schachthöhle (Doline) Windloch oder Winterloch (A 15) mit vorgeschichtlichen Funden, darunter menschliche Skelettreste.                                                                      | D-3-6435-0002 |                 |
| Hirschbach (Oberpfalz) (Standort)            | Vorgeschichtlicher Bestattungsplatz mit Grabhügel. | D-3-6435-0003 |                 |
| Hirschbach (Oberpfalz) (Standort)            | Höhle Grubenloch (A 13) mit menschlichen Skelettresten und neuzeitlichen Funden. | D-3-6435-0004 | weitere Bilder  |
| Hirschbach (Oberpfalz) (Standort)            | Lichtengrabenhöhle (A 24) und Halbhöhle (bei A 24) mit Funden der Urnenfelderzeit, der Hallstattzeit und des Mittelalters sowie menschlichen Skelettresten.                                  | D-3-6435-0022 | weitere Bilder  |
| Hirschbach (Oberpfalz) (Standort)            | Höhle, Im Klausnerberg (A 13a) mit Funden der Urnenfelderzeit und des Mittelalters sowie menschlichen Skelettresten.                                                                         | D-3-6435-0037 | (D-3-6435-0037) |
| Hirschbach (Oberpfalz) (Standort)            | Vorgeschichtlicher Bestattungsplatz mit Grabhügeln. | D-3-6435-0067 |                 |
| Hirschbach (Oberpfalz) (Standort)            | Vorgeschichtlicher Bestattungsplatz mit Grabhügel. | D-3-6435-0068 |                 |
| Hirschbach (Oberpfalz) (Standort)            | Vorgeschichtlicher Bestattungsplatz mit mindestens 27 Grabhügeln, daraus bronze-, hallstatt- und frühlatènezeitliche Funde.                                                                  | D-3-6435-0069 |                 |
| Hirschbach (Oberpfalz) (Standort)            | Vorgeschichtlicher Bestattungsplatz mit mindestens zwei Grabhügeln. | D-3-6435-0070 |                 |
| Hirschbach (Oberpfalz) (Standort)            | Vorgeschichtlicher Bestattungsplatz mit mindestens drei Grabhügeln und Funden der Hallstattzeit.                                                                                             | D-3-6435-0071 |                 |
| Hirschbach (Oberpfalz) (Standort)            | Spaltenhöhle Südliche Hollerberghöhle (A 255) mit vorgeschichtlichen Funden. | D-3-6435-0072 |                 |
| Hirschbach (Oberpfalz) (Standort)            | Vorgeschichtlicher Bestattungsplatz mit mindestens zwei Grabhügeln. | D-3-6435-0073 |                 |
| Hirschbach (Oberpfalz) (Standort)            | Mittelalterlicher Burgstall Alte Bürg. | D-3-6435-0074 |                 |
| Hirschbach (Oberpfalz) (Standort)            | Höhle Cäciliengrotte (A 9) mit vorgeschichtlichen Funden. | D-3-6435-0075 | weitere Bilder  |
| Hirschbach (Oberpfalz) (Standort)            | Bronzezeitliches Gräberfeld mit teils verebneten Grabhügeln. | D-3-6435-0076 |                 |
| Hirschbach (Oberpfalz) (Standort)            | Frühneuzeitlicher Bestattungsplatz. | D-3-6435-0077 |                 |
| Hirschbach (Oberpfalz) (Standort)            | Höhle Prellsteinloch (A 10) mit vorgeschichtlichen Funden, Felsturm Prellstein mit späthallstatt-/frühlatènezeitlichen Funden.                                                               | D-3-6435-0078 | weitere Bilder  |
| Neukirchen bei Sulzbach-Rosenberg (Standort) | Vorgeschichtlicher Bestattungsplatz mit Grabhügel. | D-3-6435-0096 |                 |
| Hirschbach (Oberpfalz) (Standort)            | Vorgeschichtlicher Bestattungsplatz mit mindestens sechs Grabhügeln. | D-3-6435-0122 |                 |
| Hirschbach (Oberpfalz) (Standort)            | Archäologische Befunde des Mittelalters und der frühen Neuzeitlich im Bereich des Hammerschlosses und des zugehörigen Eisenhammers in Hirschbach.                                            | D-3-6435-0123 |                 |
| Hirschbach (Oberpfalz) (Standort)            | Archäologische Befunde und Funde im Bereich der evang.-luth. Kirche St. Wolfgang, ehemals Schlosskapelle, in Hirschbach, darunter die Spuren des 1850 abgebrochenen Vorgängerbaus.           | D-3-6435-0125 |                 |
| Hirschbach (Oberpfalz) (Standort)            | Archäologische Befunde des Mittelalters und der frühen Neuzeit im Bereich der Simultankirche Corpus Christi in Eschenfelden, darunter die Spuren von Vorgängerbauten bzw. älterer Bauphasen. | D-3-6435-0136 |                 |
| Hirschbach (Oberpfalz) (Standort)            | Vorgeschichtlicher Bestattungsplatz mit Grabhügeln. | D-3-6435-0206 |                 |
| Hirschbach (Oberpfalz) (Standort)            | Felsturm mit vorgeschichtlichen und mittelalterlichen Funden. | D-3-6435-0209 |                 |